# 1600 w sztukach plastycznych
Wydarzenia w sztukach plastycznych i wizualnych w 1600 roku.

## Wydarzenia
- Szacowany początek okresu baroku.

## Nowe dzieła

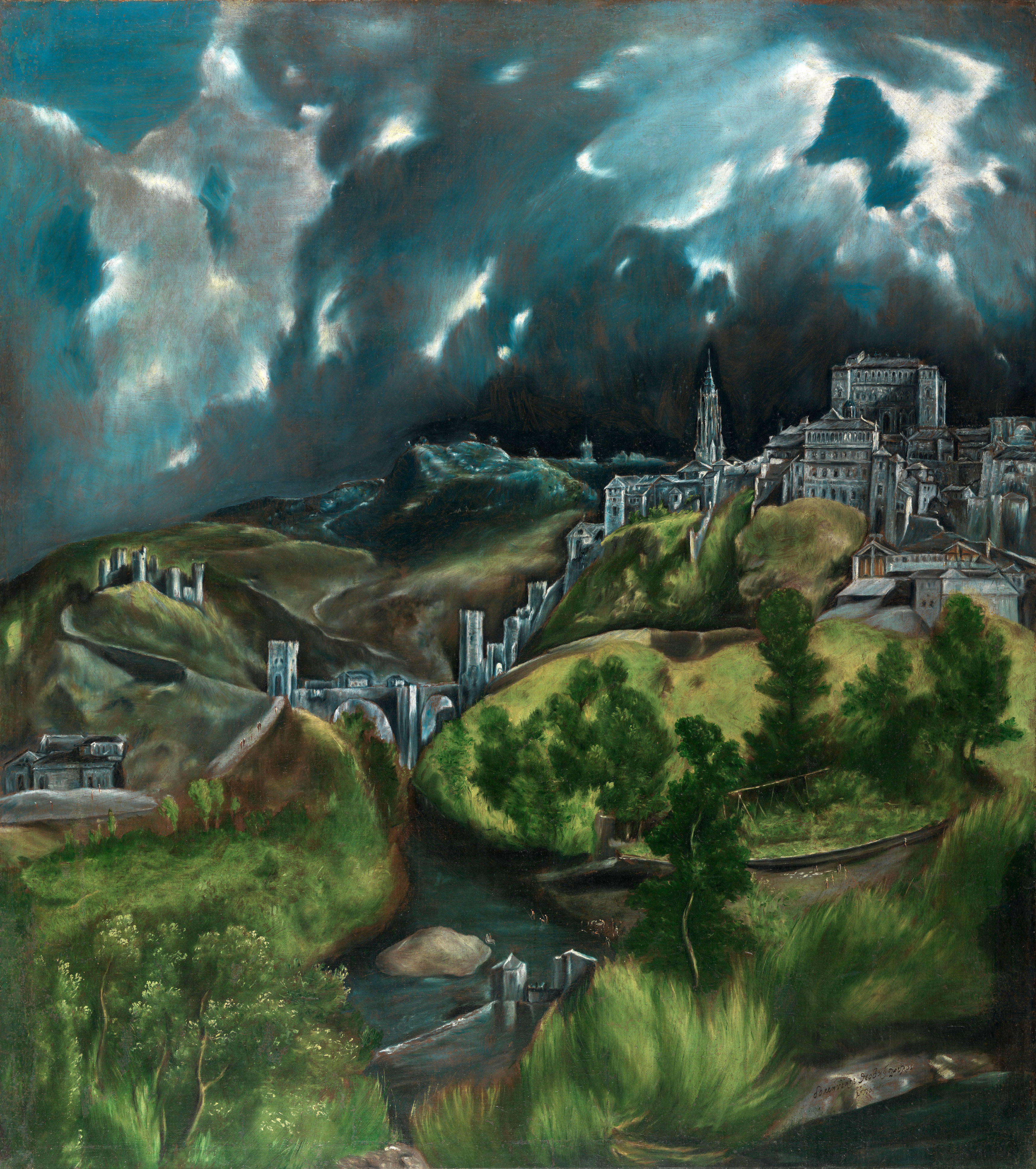
El Greco, Widok Toledo

- Federico Barocci

Quintilia Fischieri
Święty Ambroży
- Caravaggio

Męczeństwo św. Mateusza - olej na płótnie, 323x343 cm
Powołanie świętego Mateusza - olej na płótnie, 322x340 cm
- El Greco

Widok Toledo - olej na płótnie, 190×121 cm
Wypędzenie przekupniów ze świątyni - olej na desce, 106x130 cm
- Karel van Mander

Samokontrola Scypiona - olej na miedzi, 44x79 cm
Scena szlachetnej miłości w pałacowym ogrodzie

## Urodzili się
- Guido Ubaldo Abbatini, włoski malarz (zm. 1656)
- Gioacchino Assereto, włoski malarz (zm. 1649)
- Hans Bollongier, holenderski malarz (zm. 1645)
- Bernabé de Ayala, hiszpański malarz (zm. 1678)
- Pieter de Grebber, holenderski malarz (zm. 1652 lub 1653)
- Jacob Duck, holenderski malarz i akwaforcista (zm. 1667)
- Aniello Falcone, włoski malarz (zm. 1656)
- Giovanna Garzoni, włoska malarka (zm. 1670)
- Gerard Houckgeest, niderlandzki malarz (zm. 1661)
- Jerónimo Jacinto Espinosa, hiszpański malarz (zm. 1667)
- Juan Rizi, hiszpański malarz (zm. 1681)
- Matthias Stomer, holenderski malarz (zm. po 1649)
- Pieter van Avont, flamandzki malarz i grafik (zm. 1652)

## Zmarli
- Santi Gucci, włoski architekt i rzeźbiarz (ur. ok. 1530)